# Waldhambach (Duitsland)
Waldhambach is gemeente in de Duitse deelstaat Rijnland-Palts, gelegen in de Landkreis Südliche Weinstraße. De gemeente telt 371 inwoners.